# Vicente Uriz
Vicente Uriz Balliriain (n. Pamplona, España; 28 de septiembre de 1970) es un exfutbolista español que se desempeñaba como centrocampista.

## Clubes
| Club            | País   | Año         |
| --------------- | ------ | ----------- |
| CD Izarra       | España | 1990 - 1991 |
| Bilbao Athletic | España | 1991 - 1993 |
| Levante UD      | España | 1993 - 1995 |
| CD Logroñés     | España | 1995 - 2000 |
| RC Ferrol       | España | 2000 - 2002 |
| SD Eibar        | España | 2002 - 2003 |
| CD Logroñés     | España | 2003 - 2004 |
| SD Ponferradina | España | 2004 - 2006 |
| CD Lugo         | España | 2007 - 2008 |
| CD Alfaro       | España | 2008 - 2009 |